# Roberto Justus
Roberto Luiz Justus (São Paulo, 30 de abril de 1955) é um empresário, investidor, administrador, publicitário e ex-apresentador de televisão brasileiro. Foi chairman do Grupo Newcomm, que é uma holding das agências Y&R (líder de mercado há 14 anos, de acordo com o ranking do instituto IBOPE Monitor), Grey Brasil, Wunderman, VML e Red Fuse e a empresa Ação Premedia e Tecnologia.
Em 2004 iniciou uma carreira como apresentador do reality show O Aprendiz. Comandava o talk show Roberto Justus +. Apresentou o reality show de famosos, A Fazenda, um dos maiores sucessos da programação da RecordTV, e o Power Couple, um reality show sobre relacionamentos, estrelado por casais famosos que convivem confinados em uma casa.
Justus ficou na nonagésima sexta colocação em uma pesquisa que elegeu o maior brasileiro de todos os tempos e foi feita a partir de uma parceria entre a SBT e a BBC.

## Biografia
Nascido na capital paulista, é filho de imigrantes judeus húngaros. É formado em administração de empresas pela Universidade Presbiteriana Mackenzie. O empresário deixou os negócios da família para trilhar o próprio caminho em 1981, quando iniciou a carreira no mercado publicitário como sócio de uma agência de propaganda.

## Carreira

### Grupo Newcomm
Uma das principais redes de comunicação do Brasil e da América Latina, o Grupo Newcomm foi fundado em 1998 por Roberto Justus, atual chairman do grupo. Em 2004, tornou-se sócio do WPP – maior conglomerado de comunicação do mundo – e, a partir de 2011, Marcos Quintela, que assumiu a presidência do Grupo em fevereiro de 2016, também passou a integrar a sociedade. O Grupo Newcomm controla as agências Y&R – líder de mercado há 14 anos, de acordo com o ranking do instituto IBOPE Monitor –, Grey Brasil, Wunderman, VML e Red Fuse e a empresa Ação Premedia e Tecnologia.

### Na televisão
A carreira de Roberto Justus como apresentador de TV começou em 2004, no comando do reality show O Aprendiz, na Rede Record. A atração repetiu o sucesso do megaempresário norte-americano Donald Trump no The Apprentice, exibido pela NBC nos Estados Unidos. Em 2009, depois de seis edições à frente do programa, Justus aceitou o convite para se transferir para o SBT, onde, por dois anos, apresentou os game shows Um contra Cem e Topa ou não Topa. Depois de dois anos, o apresentador voltou para a Rede Record e estreou, em março de 2012, o talk show Roberto Justus +, que promove debates sobre temas atuais com convidados de renome. Em 2013 Justus apresentou mais uma edição de O Aprendiz, que, com o subtítulo O Retorno, promoveu uma disputa entre nomes que já haviam participado do programa. Em 2015 Justus passa a comandar o reality show A Fazenda, com o qual vem alcançando altos índices de audiência para o horário e é um dos maiores sucessos da programação da Record. No primeiro trimestre de 2016, estreou um novo programa sob seu comando, o Power Couple Brasil, um reality show sobre relacionamentos, estrelado por casais famosos. Em 5 de abril de 2018, Roberto Justus assinou com a Rede Bandeirantes para produzir novamente o reality O Aprendiz.

### Livros publicados
O empresário é autor dos livros Construindo uma Vida - Trajetória Profissional, Negócios / O Aprendiz e O Empreendedor.

## Vida pessoal

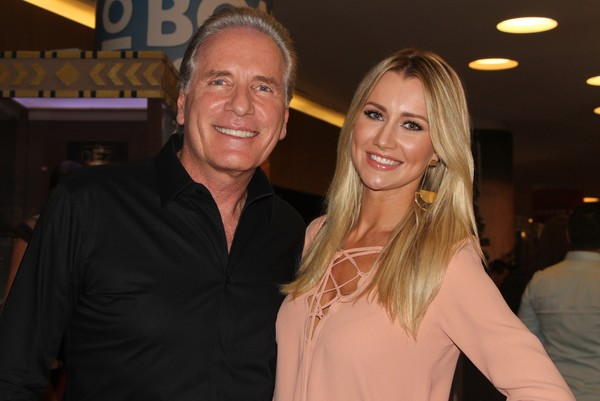
Justus e Ana Paula Siebert (2016)

É pai de cinco filhos de seus casamentos com Sasha Cryzman (Ricardo e Fabiana), com a empresária Gisela Prochaska (Luiza), com a apresentadora Ticiane Pinheiro (Rafaella) e com Ana Paula Siebert, sua atual esposa (Vicky). Em 2013, após o seu divórcio com Ticiane Pinheiro, iniciou o namoro com a ex aprendiz Ana Paula Siebert (nascida em 18 de fevereiro de 1988). Em 30 de abril de 2015, no seu aniversário de 60 anos, o empresário uniu-se com Ana, oficializando assim o seu quinto casamento.

## Filmografia
| Ano        | Título              | Cargo        | Nota            |
| ---------- | ------------------- | ------------ | --------------- |
| 2004- 09   | O Aprendiz          | Apresentador | Temporadas 1- 6 |
| 2009–10    | Um contra Cem       | Apresentador |                 |
| 2010–11    | Topa ou não Topa    | Apresentador | 2ª Fase         |
| 2012–16    | Roberto Justus +    | Apresentador |                 |
| 2015- 2017 | A Fazenda           | Apresentador | Temporadas 8–9  |
| 2016–17    | Power Couple Brasil | Apresentador |                 |
| 2019       | O Aprendiz          | Apresentador | Temporada 11    |

## Discografia
- Só Entre Nós (2008)

## Prêmios
Além de receber o título de Ícone da Propaganda Brasileira durante o 4º Fórum de Marketing Empresarial, promovido pelo LIDE - Grupo de Líderes Empresariais - e pela Editora Referência, Roberto Justus foi eleito, em 2013, um dos 100 executivos com melhor reputação no Brasil, de acordo com levantamento da empresa de pesquisa europeia Merco. Em 2014, ele também ficou em terceiro lugar entre os Líderes Brasileiros dos Sonhos dos Jovens, e em sétimo entre os mundiais, de acordo com pesquisa realizada pela Cia de Talentos. Esses títulos se somam a inúmeros prêmios importantes que o empresário acumula ao longo de sua carreira. Por três vezes consecutivas (2009, 2010 e 2011), por exemplo, Justus foi eleito Publicitário mais Confiável do País, em pesquisa da revista Seleções em parceria com o IBOPE Inteligência. Em 2010, também já havia recebido o título de Líder Mais Admirado do Brasil, em levantamento do TNS/Grupo DMRH conhecida por ser uma empresa de forward, com 35 mil estudantes e recém-formados e, em 2007, de Empreendedor do Ano nas Comunicações pela revista IstoÉ. O Caboré, um dos principais prêmios da publicidade brasileira, Justus venceu em 2006, na categoria Dirigente da Indústria da Comunicação.